# Dirname
dirname은 표준 유닉스 컴퓨터 프로그램이다. dirname에 경로 이름을 지정하면 마지막 슬래시('/') 문자로 시작되는 모든 글자들을 지우고 결과를 반환한다. dirname은 SUS에 기술되어 있으며 주로 셸 스크립트에 쓰인다.

## 사용법
dirname에 대한 SUS의 용법은 다음과 같다.
```
dirname 문자열

```

문자열
경로 이름

## 예
dirname은 슬래시 뒤의 부분은 모두 무시하고 경로 이름으로부터 디렉터리 경로 이름만은 반환한다.
```
$ 
dirname
 
/home/martin/docs/base.wiki

/home/martin/docs

$ 
dirname
 
/home/martin/docs/

/home/martin

$ 
dirname
 
base.wiki

.

$ 
dirname
 
/

/

```

## 성능
dirname이 오직 하나의 피연산자만을 받기 때문에 셸 스크립트의 내부 루프 안에 사용하면 성능에 악영향을 미칠 수 있다. 다음과 같은 경우
```
 
while
 
read
 
file
;
 
do

     
dirname
 
"
$file
"

 
done
 
<
 
some-input

```

입력의 각 줄마다 별개의 프로세스 호출을 일으킨다. 이러한 까닭에 다음과 같이 대체할 수 있고
```
 
echo
 
"
${
file
%/*
}
"
;

```

상대 경로 이름도 다루어야 한다면 다음과 같이 변경할 수 있다.
```
 
if
 
[
 
-n
 
"
${
file
##*/*
}
"
 
]
;
 
then

     
echo
 
"."

 
else

     
echo
 
"
${
file
%/*
}
"
;

 
fi

```

참고로, 위의 방식들은 dirname과는 다르게 슬래시를 처리한다.

## 같이 보기
- 유닉스 명령어 목록
- basename
- 경로